# Symbolum
Symbolum ist ein undatiertes, etwa um 1815 vorgetragenes Gedicht von Johann Wolfgang von Goethe für die Weimarer Freimaurerloge Anna Amalia zu den drei Rosen.

## Etymologie
Im antiken Latein bedeutet symbolum „(Kenn-)Zeichen“ oder „Sinnbild“. Im Neulatein der Humanisten und Barockgelehrten, das auch Goethe geläufig war, verstand man darunter auch „Wahlspruch“, „Losungswort“, „Wappenschild“ oder „Emblem“. Auf diesem Weg gelangte das Wort Symbol in die deutsche Sprache.
In der kirchlichen Sprache bedeutet Symbolum einfach Bekenntnis, z. B. Symbolum Apostolicum, Symbolum Athanasianum. Zu Goethes Zeit nannte man die Sammlung von kirchlichen Bekenntnisschriften Symbolische Bücher. In der Freimaurerei spielen Symbole eine zentrale Rolle.

## Geschichte
Der russische General-Adjutant Caspar von Geismar hatte Weimar vor der Zerstörung durch die napoleonischen Truppen bewahrt. Seine Erhebung in den dritten Grade des Meisters hinterließ bei Goethe einen starken Eindruck. Nach dieser rituellen Feier, einer sogenannten Tempelarbeit, entstand das Gedicht, welches das symbolische Wandern des Freimaurers durch die drei Grade Lehrling, Geselle und Meister und im übertragenen Sinne durch Leben und Tod schildert.

## Vertonungen
Die erste Vertonung schrieb der Schweizer Komponist Fritz Brun (Autograph datiert auf 1915) unter dem Titel "Verheissung". Besetzt ist es für großes Orchester: drei Flöten, zwei Oboen, Englischhorn, zwei Klarinetten, Bassklarinette, drei Fagotte, Kontrafagott, vier Hörner, drei Trompeten, drei Posaunen, Basstuba, Pauken, Tamtam, Harfe, Celesta, Klavier, Orgel und Chor.
Eine Komposition für doppelten Männerchor und Kammerorchester schrieb in den 1950er Jahren Walther Geiser. 1967 komponierte Hans-Jürgen von Bose Symbolum (Goethe) für Männerchor und Bläserquintett.
Eine undatierte Vertonung gibt es zudem von Walter Thomas Heyn.

## Sonstiges
Der österreichische Schriftsteller Johannes Mario Simmel verwendete 1980 die letzte Zeile von Goethes Gedicht Symbolum als Titel für seinen Roman Wir heißen euch hoffen (München 1980).

## Text
Symbolum
Des Maurers Wandeln,

Es gleicht dem Leben,

Und sein Bestreben,

Es gleicht dem Handeln

Der Menschen auf Erden.

Die Zukunft decket

Schmerzen und Glücke

Schrittweis dem Blicke;

Doch ungeschrecket

Dringen wir vorwärts

Und schwer und ferne

Hängt eine Hülle,

Mit Ehrfurcht, stille

Ruhn oben die Sterne

Und unten die Gräber.

Betracht’ sie genauer

Und siehe, so melden

Im Busen der Helden

Sich wandelnde Schauer

Und ernste Gefühle.

Doch rufen von drüben

Die Stimmen der Geister,

Die Stimmen der Meister:

Versäumt nicht zu üben,

Die Kräfte des Guten!

Hier winden sich Kronen

In ewiger Stille,

Die sollen mit Fülle

Die Tätigen lohnen!

Wir heißen euch hoffen.